# Engenharia de produção

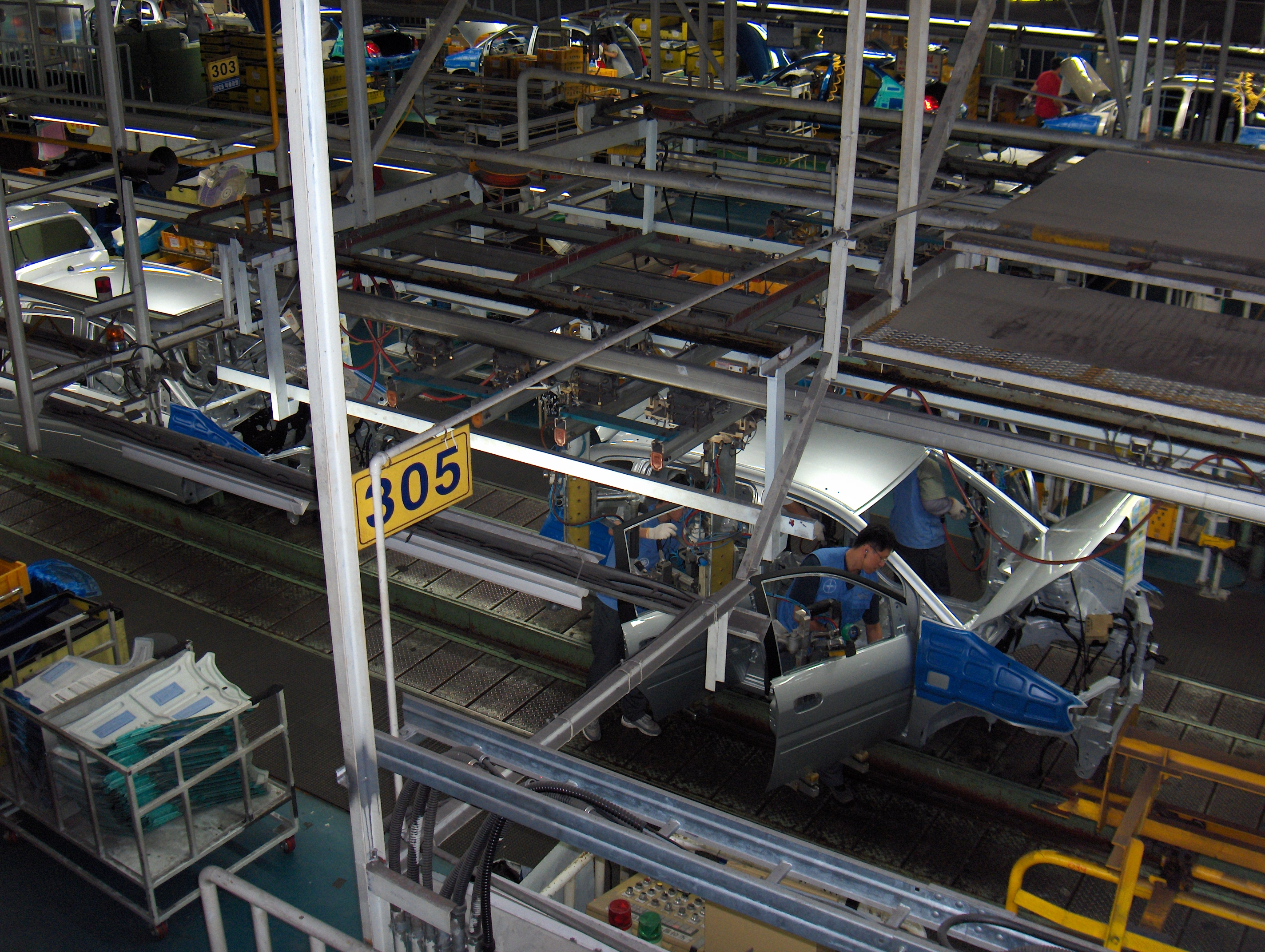
Linha de produção de carros

De acordo com a Associação Brasileira de Engenharia de Produção compete à engenharia de produção o projeto, a implantação, a operação, a melhoria e a manutenção de sistemas produtivos integrados de bens e serviços, envolvendo homens, materiais, tecnologia, informação e energia. Compete ainda especificar, prever e avaliar os resultados obtidos destes sistemas para a sociedade e o meio ambiente, recorrendo a conhecimentos especializados da matemática, física, ciências humanas e sociais, conjuntamente com os princípios e métodos de análise e projeto da engenharia. Produzir é mais que simplesmente utilizar conhecimento científico e tecnológico. É necessário integrar fatores de natureza diversas, atentando para critérios de qualidade, eficiência, custos, etc. A engenharia de produção, ao voltar a sua ênfase para as dimensões do produto e do sistema produtivo, vincula-se fortemente com as ideias de projetar produtos, viabilizar produtos, projetar sistemas produtivos, viabilizar sistemas produtivos, planejar a produção e gestão, produzir e distribuir artigos manufaturados que são utilizados na sociedade. Essas atividades, tratadas em profundidade e de forma integrada pela engenharia de produção, são fundamentais para a elevação da competitividade do país.

## História

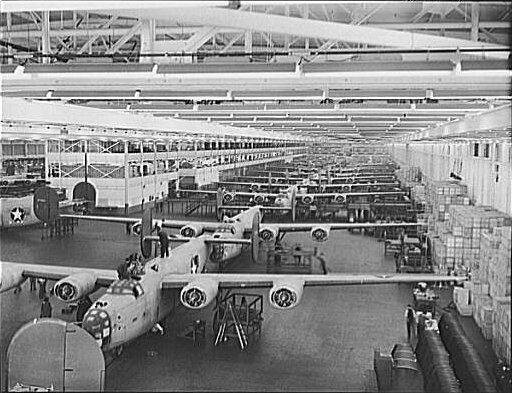
Antiga linha de produção da Ford

No início da produção de mercadorias, o artesão desenvolvia todas as fases produtivas, desde a concepção e a criação, até a sua execução final. A origem da engenharia de produção ocorreu quando esses profissionais, além de produzir, preocupou-se em organizar de modo integrado a produção. Com a Revolução Industrial iniciada no século XVIII na Inglaterra houve o aparecimento da manufatura introduzindo a máquina-ferramenta. Isso passou a exigir um tratamento mais adequado aos processos de produção. No entanto, somente no final do século XIX, principalmente a partir do denominado “Scientific Management”, no qual Frederick Winslow Taylor (1856 - 1915) foi considerado um dos expoentes, surgiram atividades de sistema integrados de produção, que se relacionam mais diretamente com esta modalidade de engenharia, tal como se concebe atualmente. Nesta trajetória deve-se destacar também os trabalhos do Engenheiro Henry Laurence Gantt Medal (1861-1919) autor do “Gráfico de GANTT” e do casal Frank Bunker Gilbreth (1868-1924) e Lillian Moller Gilbreth (1878-1972) considerada uma das pioneiras da ergonomia (Leme, 1983).
Segundo a Associação Brasileira de Engenharia de Produção a formação em engenharia de produção no Brasil só iniciou-se na segunda metade do século XX, na Escola Politécnica da USP (Poli/USP) com a criação das disciplinas: Engenharia de Produção e Complemento de Organização Industrial por iniciativa do professor Ruy Aguiar da Silva Leme. O professor Leme, mostra no documento "História de Engenharia de Produção no Brasil” (1983) que, com este ato a data de nascimento da engenharia de produção no Brasil, pode ser considerada como abril/1955. Em 1959, o professor Leme propôs desdobrar o curso de engenharia mecânica em duas opções: Projeto e Produção. Nascia então o primeiro curso de engenharia de produção do país. As razões para adotar-se o nome de engenharia de produção para esta modalidade quando o mais lógico seria engenharia industrial, tal como a “Industrial Engineering" dos Estados Unidos, deve-se ao fato do sistema CONFEA/CREAs, á época (década de 1950), já ter definido como engenheiro industrial “como um misto de engenheiro  químico, mecânico e metalúrgico, com uma maior especialização em um destes setores”. A produção, como opção da engenharia mecânica da Poli/USP, perdurou até 1970. “Em 27 de novembro de 1970, a congregação da Escola Politécnica da USP aprovou a criação de uma graduação autônoma em engenharia de produção”. “Em agosto de 1976, o decreto nº 78.319 concedeu reconhecimento ao curso de engenharia de produção da Escola Politécnica da Universidade de São Paulo”.

## Mercado de trabalho
O mercado de trabalho do engenheiro de produção é diverso, em função da ampla gama de competências do profissional. Oportunidades de trabalho estão disponíveis na implementação, desenvolvimento e gerenciamento de novos processos de produção, sistemas de informação, inspeção e qualidade, montagem e manuseio gerenciados por computador. O mercado de trabalho para engenheiros de produção inclui oportunidades no setor público, comércio, prestação de serviços, empresas de todos os portes, indústrias, bancos, construção civil, fábricas e institutos de pesquisa e ensino.

## Perfil profissional

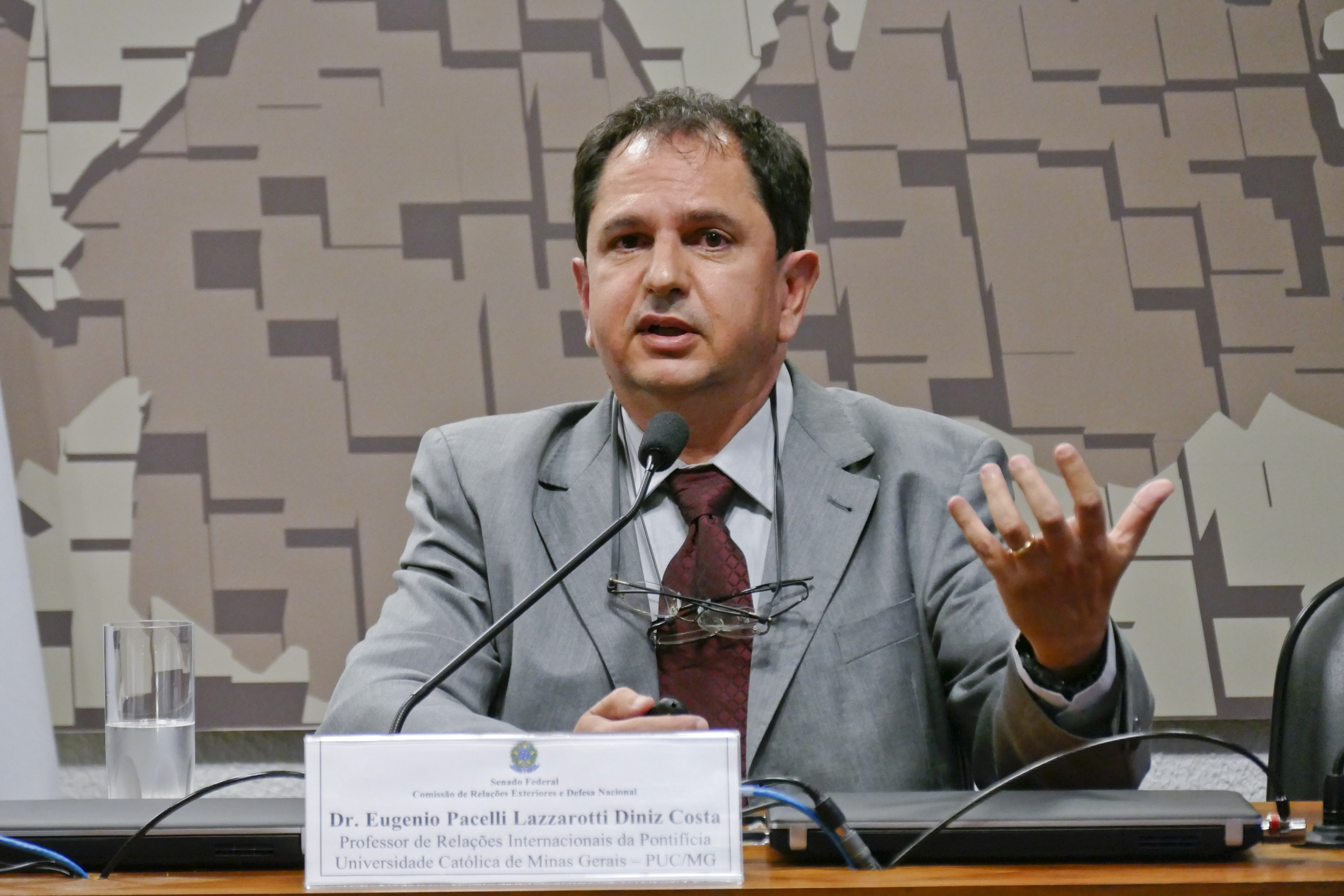
Eugênio Pacelli Lazzarotti Diniz Costa, doutor em engenharia de produção

O perfil do engenheiro de produção pressupõe espírito crítico, quantitativo, estratégico, criatividade e consciência em relação à sua atuação técnica, política, econômica, profissional e social. O engenheiro de produção vem se mostrando um profissional versátil, considerando a interdependência entre os vários segmentos empresariais, levando em consideração o desenvolvimento de novos processos de produção e sua manutenção, agindo no sentido de planejar, orientar, supervisionar, inspecionar a produção de bens e serviços, elaborar, executar e acompanhar projetos buscando a otimização das linhas produtivas. Outro aspecto observado neste profissional é a capacidade de adaptação rápida em diferentes funções, praticadas em ambientes altamente competitivos.

## Áreas de atuação

### Na área de engenharia organizacional
- Desenhando, implementando e melhorando sistemas produtivos e logísticos;
- Modelagem e simulação de problemas organizacionais;
- Elaboração planos para identificar e resolver problemas de alocação de recursos;
- Modelagem e simulação de processos.

### Na área de planejamento produtivo e logístico
- Realiza estudos sobre a localização geográfica da empresa e planejando o arranjo físico de suas instalações;
- Desenvolve estudos de viabilidade técnico-econômica para aplicação de capital no processo industrial;
- Otimização de problemas complexos com uso de modelos matemáticos e heurísticos;
- Desenvolvimento e implementação de ferramentas e produtos e no desenvolvimento de políticas e procedimentos;
- Determina e otimiza operações de materiais e equipamentos.

### Como gestor do sistema produtivo
- Desenvolve projetos e faz o planejamento para gerenciar a produtividade ou eficiência operacional de uma empresa;
- Desenvolve métodos de otimização do trabalho;
- Propõe procedimentos e métodos de programação e controle de produção;
- Desenvolve modelos de simulação para problemas complexos.

## Principais disciplinas estudadas
O curso é estruturado por dois conjuntos de disciplinas destinadas ao desenvolvimento das competências:
- Ciclo Básico: cálculo, programação computacional, estatística, mecânica, física, química, controle estatístico da qualidade;
- Ciclo Profissional: simulação computacional, engenharia econômica, meta-heurística, engenharia de métodos, planejamento e controle da produção, logística, ergonomia, otimização em pesquisa operacional , fabricação industrial, ciclo de vida do produto, etc.

## Diferenças entre engenharia de produção e administração
- Engenharia de produção é um curso direcionado a projetos: assim como as demais engenharias, a engenharia de produção se destina a realização de projetos. Ou seja, assim como o engenheiro civil projeta construções, o engenheiro mecânico projeta peças mecânicas, o engenheiro eletricista projeta instalações elétricas, etc.; o engenheiro de produção projeta a organização como um todo envolvendo materiais, equipamentos, processos, pessoas e outros aspectos. Como exemplo pode-se citar os projetos para implantação de sistemas produtivos ou logísticos organizacionais e gerenciais.[7]
- Engenharia de produção é um curso mais técnico: a engenharia de produção é um curso mais técnico, e está mais relacionada com o uso de tecnologia. Como exemplo, o uso de sistemas de apoio a decisão, técnicas de redes neurais, CAD (Desenho Auxiliado por Computador), lógica fuzzy, meta-heurísticas, sistemas de simulação, etc.; ou seja: técnicas matemáticas, estatísticas e computacionais em geral.[8]

## Exemplos de atuação

### Na área de engenharia organizacional
- Desenhando, implementando e melhorando sistemas produtivos e logísticos.
- Modelagem e simulação de problemas organizacionais
- Elaboração planos para identificar e resolver problemas de alocação de recursos;
- Modelagem e simulação de processos[9]

### Na área de planejamento produtivo e logístico
- Realiza estudos sobre a localização geográfica da empresa e planejando o arranjo físico de suas instalações;
- Desenvolve estudos de viabilidade técnico-econômica para aplicação de capital no processo industrial;
- Otimização de problemas complexos com uso de modelos matemáticos e heurísticos.
- Desenvolvimento e implementação de máquinas, ferramentas e produtos e no desenvolvimento de políticas e procedimentos;
- Determina e otimiza operações de materiais e equipamentos.

### Como gestor do sistema produtivo
- Desenvolve projetos e faz o planejamento para controlar a produtividade ou eficiência operacional de uma empresa
- Desenvolve métodos de otimização do trabalho;
- Propõe procedimentos e métodos de programação e controle de produção;
- Desenvolve modelos de simulação para problemas complexos.

## Principais disciplinas estudadas
O curso é estruturado por dois conjuntos de disciplinas destinadas ao desenvolvimento das competências:
- Ciclo básico: Ciências do Ambiente; Comunicação; Economia; Expressão Gráfica; Fenômenos de Transporte; Física; Informática; Matemática; Materiais Metodologia Científica e Tecnológica; Probabilidade e Estatística; Psicologia; Química; Sociologia, entre outros;
- Ciclo Específico: Planejamento do Produto; Projeto do Produto; Análise de Localização; Instalações Industriais; Arranjo Físico; Movimentação de Materiais; Processos Discretos de Produção; Processos Contínuos de Produção; Planejamento de Processos; Planejamento e Controle da Produção; Organização e Planejamento da Manutenção; Logística e Distribuição; Estratégia da Produção; Gestão Ambiental; Gestão da Qualidade; Controle Estatístico da Qualidade; Normalização e Certificação; Metrologia, Inspeção e Ensaios; Confiabilidade; Programação Matemática; Processos Estocásticos; Simulação de Sistemas de Produção; Avaliação e Apoio à Tomada de Decisão; Organização do Trabalho; Ergonomia; Higiene e Segurança do Trabalho; Engenharia de Métodos e Processos; Planejamento Estratégico; Organização Industrial; Economia Industrial; Gestão Tecnológica; Sistemas de Informação; Gestão Econômica; Engenharia Econômica; Custos da Produção; Viabilidade Econômico-Financeira, entre outros.[11]